# Birnbaum-Orlicz-Raum
Ein Birnbaum-Orlicz-Raum (auch Orlicz-Raum) ist ein Begriff aus dem mathematischen Teilgebiet der Funktionalanalysis und ein Funktionenraum, der die Lp-Räume verallgemeinert. Er ist benannt nach den polnischen Mathematikern Zygmunt Wilhelm Birnbaum und Władysław Orlicz.

## Definition

### Orlicz-Funktion
Sei {\displaystyle \mu } ein σ-endliches Maß auf einer Menge {\displaystyle X}. Eine konvexe Funktion {\displaystyle \phi \colon [0,\infty ]\to [0,\infty ]} nennt man Orlicz-Funktion (auch Young-Funktion), wenn Folgendes gilt:
{\displaystyle {\frac {\phi (x)}{x}}\to \infty ,\quad {\text{wenn }}x\to \infty ,} und
{\displaystyle {\frac {\phi (x)}{x}}\to 0,\quad {\text{wenn }}x\to 0}.

### Orlicz-Norm
Sei nun {\displaystyle \psi } die rechtsinverse Funktion zu {\displaystyle \phi '}, das heißt, es gilt {\displaystyle \psi (s)=\sup\{t:\phi '(t)\leq s\}}. Wir definieren die Komplementärfunktion zu {\displaystyle \phi } als das Integral über die rechtsinverse Funktion ihrer Ableitung:
{\displaystyle Q_{\psi }(x)=\int _{0}^{|x|}\psi (s)\,\mathrm {d} s}.
Die Orlicz-Norm ist dann gegeben durch:
{\displaystyle \|f\|_{Q}=\sup \left\{\left|\int _{X}fg\,\mathrm {d} \mu \right|:\int _{X}Q_{\psi }(g(t))\,\mathrm {d} \mu (t)\leq 1\right\}}.

### Birnbaum-Orlicz-Raum
Der Birnbaum-Orlicz-Raum ist definiert als
{\displaystyle L_{Q}(X,\mu ):=\left\{f\colon X\to \mathbb {K} :f\,{\rm {ist\ messbar}}\,,\|f\|_{Q}<\infty \right\}}
(oder kurz als {\displaystyle L_{Q}}), also als der Raum aller messbaren Funktionen, die eine endliche Orlicz-Norm besitzen.

### Luxemburg-Norm
Eine äquivalente Norm namens Luxemburg-Norm erhält man durch
{\displaystyle \|f\|_{\phi }=\inf \left\{k\in (0,\infty ):\int _{X}\phi (|f|/k)\,\mathrm {d} \mu \leq 1\right\}}.
Für eine Zufallsvariable {\displaystyle Y} ergibt sich daraus folgende Norm:
{\displaystyle \|Y\|_{\phi }=\inf \left\{k\in (0,\infty ):\mathbb {E} [\phi (|Y|/k)]\leq 1\right\}}.

## Eigenschaften
- Für {\displaystyle \mu (X)<\infty } und {\displaystyle p\in [1,\infty )} mit {\displaystyle \liminf _{x\to \infty }x^{-p}\,\phi (x)>0} gilt die Inklusionskette {\displaystyle L^{\infty }\subset L_{Q}\subset L^{p}}.
- Nimmt man {\displaystyle \phi _{p}(x):=x^{p}}, so erhält man die Lp-Räume.
- Ein Birnbaum-Orlicz-Raum ist ein Banach-Raum.